# Ljuša (Serbia)
Ljuša (cyr. Љуша) – wieś w Serbii, w okręgu toplickim, w gminie Kuršumlija. W 2011 roku liczyła 103 mieszkańców.